# Xã Cedar Creek, Quận Taney, Missouri
Xã Cedar Creek (tiếng Anh: Cedar Creek Township) là một xã thuộc quận Taney, tiểu bang Missouri, Hoa Kỳ. Năm 2010, dân số của xã này là 475 người.